# Atypus tibetensis
Atypus tibetensis är en spindelart som beskrevs av Zhu et al. 2006. Atypus tibetensis ingår i släktet Atypus och familjen pungnätsspindlar. Inga underarter finns listade.